# Stephen Randall Harris
Stephen Randall Harris (1802–1879)  foi o terceiro prefeito de São Francisco entre 1 de janeiro a 9 de novembro de 1852.